# Дан Звезданих стаза
Дан Звезданих стаза (енгл. Star Trek Day) је неформални комеморативни дан 5. априла, који се позива на измишљени будући датум 5. априла 2063. и догађаје у њему као што је приказано у филму Звездане стазе: Први контакт из 1996. Дан прослављају обожаваоци широм света како би признали културни утицај франшизе Звездане стазе.  Упоређен је са 4. мајем, који је Дан Ратова звезда.  

## Историја
Франшиза Звездане стазе, коју је креирао Џин Роденбери, дебитовала је на NBC-у 1966.  Серија је представљала оптимистичну будућност у којој је наглашена разноликост и истраживање. Отказано је после три сезоне, али је касније стекао култ који је подстакао бројне наставке и биоскопска издања.   Признавање Дана Звездане стазе почело је 2020. 

## Прославе
Активности обично укључују пројекције, интервјуе,  тематске догађаје и објављивање садржаја у вези са франшизом.     Такође укључује сарадњу са глобалним непрофитним организацијама које резонују са основним вредностима франшизе, као што су образовање, друштвене промене и инклузија.    Ова партнерства имају за циљ да промовишу позитиван поглед на будућност, одражавајући поруке серије, као и охрабрујући фанове да замисле свој утицај на будући развој догађаја.   
Paramount+, који држи права на франшизу Звездане стазе, често подржава дан приступом одабраним епизодама     и организује догађаје за ангажовање фанова. 